# Nick Evans (muzyk)
Nick Evans (ur. 9 stycznia 1947 w Newport) – brytyjski puzonista, najbardziej znany ze współpracy z innymi artystami, w tym z Soft Machine, Keithem Tippettem, Centipede i King Crimson.

## Życiorys i kariera muzyczna
Nick Evans urodził się 9 stycznia 1947 roku w Newport. Mając 11 lat zaczął grać na puzonie inspirując się grą Chrisa Barbera. Po opanowaniu podstaw gry na puzonie zaczął niebawem występować z lokalnymi orkiestrami dętymi. Pod koniec lat 50. został współliderem zespołu jazzowego w rodzinnym mieście, po czym zaczął grać bebop w klubie jazzowym w Cardiff. W 1966 roku dołączył do New Welsh Jazz Orchestra. Został studentem Barry Summer School, gdzie latem 1967 roku poznał Grahama Colliera zostając członkiem jego zespołu. Uczestniczył w nagraniu jego drugiego albumu, Down Another Road (1969). W międzyczasie, w 1968 roku, w Barry Summer School poznał Keitha Tippetta, Eltona Deana i Marca Chariga. Wszyscy czterej utworzyli wspólnie zespół, który miał siedzibę w Oxford Street's 100 Club. Po zdobyciu pewnej popularności zespół podpisał kontrakt z wytwórnią Vertigo Records, wydając pod jej szyldem dwa albumy, You Are Here...I Am There (1970) i Dedicated to You But You Weren’t Listening (1971). Równolegle Dean, Charig i Evans byli również członkami eksperymentalnego składu Soft Machine, który istniał przez kilka tygodni między październikiem a grudniem 1969 roku. Później w zespole pozostał tylko Dean, ale Evans wystąpił gościnnie zarówno na albumie Third, jak i Fourth (na tym drugim pojawił się również Charig). W tym samym czasie Tippett, Charig i Evans nawiązali współpracę z Robert Frippem i King Crimson uczestnicząc w nagrywaniu albumu Lizard (1970). W 1970 roku Evans został członkiem zespołu Brotherhood of Breath, założonego przez południowoafrykańskiego pianistę Chrisa McGregora. Wziął udział w nagrywaniu pierwszych trzech albumów tego zespołu. W 1971 roku wszedł w skład złożonego z 50 muzyków zespołu Tippetta, Centipede, który wydał album Septober Energy.  W drugiej połowie lat 70. nagrywał z różnymi londyńskimi zespołami jazzowymi: Ninesense Eltona Deana (1976/77), Intercontinental Express Joego Gallivana (1976), Diamond Express Dudu Pukwany (1977), zespołem Radu Malfattiego (1977), Ark Keitha Tippetta (1978) i Spirits Rejoice Louisa Moholo (1978).
Na początku lat 80 nawiązał kontakt z Tippettem i Deanem tworząc z nimi zespół Dreamtime, w skład którego weszli również: perkusista Jim Lebaigue, Gary Curson, basista Roberto Bellatalla i trębacz Jim Dvorak. Zespół nagrał album Bunny Up. Pod koniec dekady Evans stopniowo stawał się coraz mniej aktywny na scenie muzycznej poświęcając się karierze nauczyciela matematyki, rozpoczętej jeszcze w 1972 roku. W 1998 roku nagrał z Dreamtime drugi album.

## Współpraca
- Graham Collier Sextet (1968–69)
- Keith Tippett Group (1968–70)
- Soft Machine (1969)
- Brotherhood Of Breath (1970–74)
- Centipede (1970–71)
- Just Us (1972–73)
- Ambush (1972)
- Ninesense (1975–80)
- Intercontinental Express (1976)
- Ark (1976, 1978), Nicra (1977)
- Dudu Pukwana's Diamond Express (1977)
- Spirits Rejoice (1978-79)
- Dreamtime (1983–)[1].